# Lijst van gemeentelijke monumenten in Wijchen (plaats)
De Nederlandse plaats Wijchen kent 82 gemeentelijke monumenten. Hieronder een overzicht.
| Object                                                      | Bouwjaar                        | Architect                                        | Locatie                  | Coördinaten                   | Nr.      | Afbeelding                                                  |
| ----------------------------------------------------------- | ------------------------------- | ------------------------------------------------ | ------------------------ | ----------------------------- | -------- | ----------------------------------------------------------- |
| T-boerderij                                                 | 1869                            |                                                  | Balgoijseweg 72          | 51° 47' 48" NB, 5° 43' 19" OL | 0296/1   | T-boerderij                                                 |
| voorm. Smederij met werkplaats                              | 1901                            |                                                  | Baron d'Osystraat 28     | 51° 48' 37" NB, 5° 43' 41" OL | 0296/35  | voorm. Smederij met werkplaats                              |
| Dorpswoning                                                 | omstr. 17e eeuw                 |                                                  | Elckerlycweg 1           | 51° 48' 23" NB, 5° 43' 34" OL | 0296/3   | Dorpswoning                                                 |
| Grafmonument Gomarius Mes (1849-1918), grafnr. 172 1918     |                                 | L. Petit, Tilburg (steenhouwerij)                | Elckerlycweg ongenummerd |                               | 0296/64  | Grafmonument Gomarius Mes (1849-1918), grafnr. 172 1918     |
| Voorm. Kerkgebouw "De Huttenkamp"                           | 1829-1830                       |                                                  | Herenstraat 7            | 51° 48' 31" NB, 5° 43' 24" OL | 0296/4   | Voorm. Kerkgebouw "De Huttenkamp"                           |
| Berceau (ofwel groenovergroeid wandelpad) "Het Laantje"     | 19e eeuw                        |                                                  | Het Laantje ongenummerd  |                               | 0296/12  | Berceau (ofwel groenovergroeid wandelpad) "Het Laantje"     |
| halleboerderij + bakhuis                                    | vroeg 19e eeuw                  |                                                  | Homberg 2990             | 51° 48' 48" NB, 5° 42' 53" OL | 0296/5   | halleboerderij + bakhuis                                    |
| T-boerderij met erf                                         | begin 20e eeuw, met oudere kern |                                                  | Huurlingsedam 16         | 51° 47' 48" NB, 5° 44' 32" OL | 0296/202 | T-boerderij met erf                                         |
| Voorm. Ambachtschool, nu bedrijfshal                        | 1951-1954                       | Openbare Werken/Bouw- en Woningtoezicht Wijchen  | Industriepark 8          | 51° 48' 45" NB, 5° 45' 31" OL | 0296/173 | Voorm. Ambachtschool, nu bedrijfshal                        |
| Voorm. Café "Het witte paard"                               | oorspr. 17e eeuw                |                                                  | Kasteellaan 23           | 51° 48' 30" NB, 5° 43' 48" OL | 0296/6   | Voorm. Café "Het witte paard"                               |
| Woonhuis / 1e Boerenleenbank                                | 1875                            |                                                  | Kasteellaan 33           | 51° 48' 31" NB, 5° 43' 53" OL | 0296/7   | Woonhuis / 1e Boerenleenbank                                |
| Woonhuis                                                    | omstr. 1875                     |                                                  | Kasteellaan 40           | 51° 48' 29" NB, 5° 43' 51" OL | 0296/8   | Woonhuis                                                    |
| T-boerderij                                                 | omstr. 1870                     |                                                  | Kasteellaan 46           | 51° 48' 29" NB, 5° 43' 53" OL | 0296/9   | T-boerderij                                                 |
| Wit-Gele kruisgebouw / vm. Notariswoning                    | omstr. 1905                     |                                                  | Kasteellaan 51           | 51° 48' 33" NB, 5° 44' 1" OL  | 0296/10  | Wit-Gele kruisgebouw / vm. Notariswoning                    |
| Villa "Post Laborem"                                        | 1910-1915                       |                                                  | Kasteellaan 68           | 51° 48' 31" NB, 5° 44' 1" OL  | 0296/11  | Villa "Post Laborem"                                        |
| Begraafplaats en lijkenhuisje                               | 3e kwart 19e eeuw               |                                                  | Kasteellaan 122          | 51° 48' 37" NB, 5° 44' 27" OL | 0296/17  | Begraafplaats en lijkenhuisje                               |
| Bouwhuis bij kasteel                                        | oorspr. 17e eeuw                |                                                  | Kasteellaan 11           | 51° 48' 31" NB, 5° 43' 42" OL | 0296/21  | Bouwhuis bij kasteel                                        |
| Koetshuis bij kasteel                                       | oorspr. 17e eeuw                |                                                  | Kasteellaan 13           | 51° 48' 31" NB, 5° 43' 43" OL | 0296/22  | Koetshuis bij kasteel                                       |
| Koetshuis bij kasteel                                       | oorspr. 17e eeuw                |                                                  | Kasteellaan 15           | 51° 48' 30" NB, 5° 43' 43" OL | 0296/23  | Koetshuis bij kasteel                                       |
| Villa "Welgelegen"                                          | 1915                            | C.H.M. Jansen, Arnhem                            | Kasteellaan 72           | 51° 48' 32" NB, 5° 44' 3" OL  | 0296/54  | Villa "Welgelegen"                                          |
| Villa                                                       | 1926                            | Oscar Leeuw, Nijmegen                            | Kasteellaan 80           | 51° 48' 33" NB, 5° 44' 8" OL  | 0296/55  | Villa                                                       |
| Woonhuis                                                    | 1931                            |                                                  | Kasteellaan 17           | 51° 48' 30" NB, 5° 43' 45" OL | 0296/60  | Woonhuis                                                    |
| Villa "Villa Sterrebosch"                                   | 1938                            | J.G. Cornelissen, Nijmegen                       | Kasteellaan 7            | 51° 48' 28" NB, 5° 43' 38" OL | 0296/63  | Villa "Villa Sterrebosch"                                   |
| Voorm. Boerenleenbank, nu woonhuis                          | 1948-1949                       | J.P. Cornelissen, Nijmegen                       | Kasteellaan 45           | 51° 48' 32" NB, 5° 43' 58" OL | 0296/174 | Voorm. Boerenleenbank, nu woonhuis                          |
| Woonhuis met praktijkruimte (op 82)                         | 1959-1961                       | Buro Van den Bosch, Hendriks & Campman, Nijmegen | Kasteellaan 84           | 51° 48' 34" NB, 5° 44' 10" OL | 0296/175 | Woonhuis met praktijkruimte (op 82)                         |
| Boerderij "De Hagert"                                       | oorspr. 1648, restauratie 1906  | 3-9-1990                                         | Leurseweg 10             | 51° 48' 55" NB, 5° 41' 42" OL | 0296/108 | Boerderij "De Hagert"                                       |
| Voorm. ULO-school                                           | 1955 (uitbr.1959)               | L.L. Renckens                                    | Lijsterbesstraat 2       | 51° 48' 22" NB, 5° 43' 56" OL | 0296/172 | Voorm. ULO-school                                           |
| Woonhuis                                                    | omstr. 1870                     |                                                  | Markt 17                 | 51° 48' 25" NB, 5° 43' 34" OL | 0296/14  | Woonhuis                                                    |
| Winkel/woonhuis                                             | begin 20e eeuw                  |                                                  | Markt 18                 | 51° 48' 25" NB, 5° 43' 34" OL | 0296/15  | Winkel/woonhuis                                             |
| vm. Café-restaurant, nu winkel                              | begin 20e eeuw                  |                                                  | Markt 19                 | 51° 48' 24" NB, 5° 43' 34" OL | 0296/16  | vm. Café-restaurant, nu winkel                              |
| T-boerderij, nu kantoorruimten                              | 1886                            |                                                  | Oosterweg 6              | 51° 48' 22" NB, 5° 43' 39" OL | 0296/18  | T-boerderij, nu kantoorruimten                              |
| Burgerwoning Tuinmanswoning klooster Tienakker              | 1875-1880                       |                                                  | Oud Ravensteinseweg 3    | 51° 48' 26" NB, 5° 43' 21" OL | 0296/61  | Burgerwoning Tuinmanswoning klooster Tienakker              |
| Voorm. Burgemeesterswoning + prieeltje                      | 1951-1952                       | J. Bedeaux, Tilburg                              | Oud Ravensteinseweg 15   | 51° 48' 26" NB, 5° 43' 18" OL | 0296/62  | Voorm. Burgemeesterswoning + prieeltje                      |
| Woningcomplex huurwoningen (van Talis)                      | 1939-1941                       | W.K.M. Sluitman                                  | Passedwarsstraat 6       | 51° 48' 44" NB, 5° 43' 27" OL | 0296/182 | Woningcomplex huurwoningen (van Talis)                      |
| Woningcomplex huurwoningen (van Talis)                      | 1939-1941                       | W.K.M. Sluitman                                  | Passedwarsstraat 8       | 51° 48' 44" NB, 5° 43' 27" OL | 0296/183 | Woningcomplex huurwoningen (van Talis)                      |
| Woningcomplex huurwoningen (van Talis)                      | 1939-1941                       | W.K.M. Sluitman                                  | Passedwarsstraat 10      | 51° 48' 44" NB, 5° 43' 26" OL | 0296/184 | Woningcomplex huurwoningen (van Talis)                      |
| Woningcomplex huurwoningen (van Talis)                      | 1939-1941                       | W.K.M. Sluitman                                  | Passedwarsstraat 12      | 51° 48' 44" NB, 5° 43' 26" OL | 0296/185 | Woningcomplex huurwoningen (van Talis)                      |
| Woningcomplex huurwoningen (van Talis)                      | 1939-1941                       | W.K.M. Sluitman                                  | Passedwarsstraat 14      | 51° 48' 44" NB, 5° 43' 25" OL | 0296/186 | Woningcomplex huurwoningen (van Talis)                      |
| Woningcomplex huurwoningen (van Talis)                      | 1939-1941                       | W.K.M. Sluitman                                  | Passedwarsstraat 16      | 51° 48' 44" NB, 5° 43' 25" OL | 0296/187 | Woningcomplex huurwoningen (van Talis)                      |
| Woningcomplex huurwoningen (van Talis)                      | 1939-1941                       | W.K.M. Sluitman                                  | Passedwarsstraat 18      | 51° 48' 44" NB, 5° 43' 25" OL | 0296/188 | Woningcomplex huurwoningen (van Talis)                      |
| Woningcomplex huurwoningen (van Talis)                      | 1939-1941                       | W.K.M. Sluitman                                  | Passedwarsstraat 20      | 51° 48' 44" NB, 5° 43' 24" OL | 0296/189 | Woningcomplex huurwoningen (van Talis)                      |
| Woningcomplex huurwoningen (van Talis)                      | 1939-1941                       | W.K.M. Sluitman                                  | Passedwarsstraat 49      | 51° 48' 43" NB, 5° 43' 27" OL | 0296/190 | Woningcomplex huurwoningen (van Talis)                      |
| Woningcomplex huurwoningen (van Talis)                      | 1939-1941                       | W.K.M. Sluitman                                  | Passedwarsstraat 51      | 51° 48' 43" NB, 5° 43' 27" OL | 0296/191 | Woningcomplex huurwoningen (van Talis)                      |
| Woningcomplex huurwoningen (van Talis)                      | 1939-1941                       | W.K.M. Sluitman                                  | Passedwarsstraat 53      | 51° 48' 43" NB, 5° 43' 27" OL | 0296/192 | Woningcomplex huurwoningen (van Talis)                      |
| Woningcomplex huurwoningen (van Talis)                      | 1939-1941                       | W.K.M. Sluitman                                  | Passedwarsstraat 55      | 51° 48' 43" NB, 5° 43' 26" OL | 0296/193 | Woningcomplex huurwoningen (van Talis)                      |
| Woningcomplex huurwoningen (van Talis)                      | 1939-1941                       | W.K.M. Sluitman                                  | Passedwarsstraat 57      | 51° 48' 43" NB, 5° 43' 26" OL | 0296/194 | Woningcomplex huurwoningen (van Talis)                      |
| Woningcomplex huurwoningen (van Talis)                      | 1939-1941                       | W.K.M. Sluitman                                  | Passedwarsstraat 59      | 51° 48' 43" NB, 5° 43' 26" OL | 0296/195 | Woningcomplex huurwoningen (van Talis)                      |
| Woningcomplex huurwoningen (van Talis)                      | 1939-1941                       | W.K.M. Sluitman                                  | Passedwarsstraat 61      | 51° 48' 43" NB, 5° 43' 25" OL | 0296/196 | Woningcomplex huurwoningen (van Talis)                      |
| Woningcomplex huurwoningen (van Talis)                      | 1939-1941                       | W.K.M. Sluitman                                  | Passedwarsstraat 63      | 51° 48' 43" NB, 5° 43' 25" OL | 0296/197 | Woningcomplex huurwoningen (van Talis)                      |
| Woningcomplex huurwoningen (van Talis)                      | 1939-1941                       | W.K.M. Sluitman                                  | Passedwarsstraat 65      | 51° 48' 43" NB, 5° 43' 24" OL | 0296/198 | Woningcomplex huurwoningen (van Talis)                      |
| Woningcomplex huurwoningen (van Talis)                      | 1939-1941                       | W.K.M. Sluitman                                  | Passedwarsstraat 67      | 51° 48' 43" NB, 5° 43' 24" OL | 0296/199 | Woningcomplex huurwoningen (van Talis)                      |
| Woningcomplex huurwoningen (van Talis)                      | 1939-1941                       | W.K.M. Sluitman                                  | Passeweg 43              | 51° 48' 42" NB, 5° 43' 29" OL | 0296/176 | Woningcomplex huurwoningen (van Talis)                      |
| Woningcomplex huurwoningen (van Talis)                      | 1939-1941                       | W.K.M. Sluitman                                  | Passeweg 45              | 51° 48' 42" NB, 5° 43' 29" OL | 0296/177 | Woningcomplex huurwoningen (van Talis)                      |
| Woningcomplex huurwoningen (van Talis)                      | 1939-1941                       | W.K.M. Sluitman                                  | Passeweg 47              | 51° 48' 42" NB, 5° 43' 29" OL | 0296/178 | Woningcomplex huurwoningen (van Talis)                      |
| Woningcomplex huurwoningen (van Talis)                      | 1939-1941                       | W.K.M. Sluitman                                  | Passeweg 49              | 51° 48' 42" NB, 5° 43' 29" OL | 0296/179 | Woningcomplex huurwoningen (van Talis)                      |
| Woningcomplex huurwoningen (van Talis)                      | 1939-1941                       | W.K.M. Sluitman                                  | Passeweg 51              | 51° 48' 43" NB, 5° 43' 29" OL | 0296/180 | Woningcomplex huurwoningen (van Talis)                      |
| Woningcomplex huurwoningen (van Talis)                      | 1939-1941                       | W.K.M. Sluitman                                  | Passeweg 53              | 51° 48' 43" NB, 5° 43' 29" OL | 0296/181 | Woningcomplex huurwoningen (van Talis)                      |
| Poldermagazijn, deels in dijkvoet gebouwd                   | 19e eeuw                        |                                                  | Ravensteinseweg 521      | 51° 47' 57" NB, 5° 41' 33" OL | 0296/74  | Poldermagazijn, deels in dijkvoet gebouwd                   |
| Dijkhuis/voorm. Café Hannes van Geenen                      | 2e helft 19e eeuw               |                                                  | Ravensteinseweg 519      | 51° 47' 57" NB, 5° 41' 34" OL | 0296/75  | Dijkhuis/voorm. Café Hannes van Geenen                      |
| T-boerderij, nu kantoorruimten                              | 1886                            |                                                  | Renbaan 3                | 51° 48' 22" NB, 5° 43' 39" OL | 0296/19  | T-boerderij, nu kantoorruimten                              |
| T-boerderij, nu kantoorruimten                              | 1886                            |                                                  | Renbaan 5                | 51° 48' 22" NB, 5° 43' 39" OL | 0296/20  | T-boerderij, nu kantoorruimten                              |
| Woning                                                      | 1901                            |                                                  | Teersmortelweg 4         | 51° 48' 37" NB, 5° 43' 41" OL | 0296/33  | Woning                                                      |
| Woning                                                      | 1901                            |                                                  | Teersmortelweg 4 A       | 51° 48' 37" NB, 5° 43' 41" OL | 0296/34  | Woning                                                      |
| Kapel van de Zusters Franciscanessen                        | 1880-1895                       | E.J. Margry                                      | Tienakker 1              | 51° 48' 22" NB, 5° 43' 22" OL | 0296/13  | Kapel van de Zusters Franciscanessen                        |
| Kloostergebouw (oorspr. van Franciscanessen) "De Tienakker" | 1854 - 1882                     |                                                  | Tienakker 2              | 51° 48' 21" NB, 5° 43' 23" OL | 0296/36  | Kloostergebouw (oorspr. van Franciscanessen) "De Tienakker" |
| Kloostergebouw (oorspr. van Franciscanessen) "De Tienakker" | 1854 - 1882                     |                                                  | Tienakker 3              | 51° 48' 21" NB, 5° 43' 23" OL | 0296/37  | Kloostergebouw (oorspr. van Franciscanessen) "De Tienakker" |
| Kloostergebouw (oorspr. van Franciscanessen) "De Tienakker" | 1854 - 1882                     |                                                  | Tienakker 4              | 51° 48' 21" NB, 5° 43' 23" OL | 0296/38  | Kloostergebouw (oorspr. van Franciscanessen) "De Tienakker" |
| Kloostergebouw (oorspr. van Franciscanessen) "De Tienakker" | 1854 - 1882                     |                                                  | Tienakker 5              | 51° 48' 21" NB, 5° 43' 23" OL | 0296/39  | Kloostergebouw (oorspr. van Franciscanessen) "De Tienakker" |
| Kloostergebouw (oorspr. van Franciscanessen) "De Tienakker" | 1854 - 1882                     |                                                  | Tienakker 6              | 51° 48' 21" NB, 5° 43' 23" OL | 0296/40  | Kloostergebouw (oorspr. van Franciscanessen) "De Tienakker" |
| Kloostergebouw (oorspr. van Franciscanessen) "De Tienakker" | 1854 - 1882                     |                                                  | Tienakker 7              | 51° 48' 21" NB, 5° 43' 24" OL | 0296/41  | Kloostergebouw (oorspr. van Franciscanessen) "De Tienakker" |
| Kloostergebouw (oorspr. van Franciscanessen) "De Tienakker" | 1854 - 1882                     |                                                  | Tienakker 45             | 51° 48' 21" NB, 5° 43' 22" OL | 0296/42  | Kloostergebouw (oorspr. van Franciscanessen) "De Tienakker" |
| Kloostergebouw (oorspr. van Franciscanessen) "De Tienakker" | 1854 - 1882                     |                                                  | Tienakker 46             | 51° 48' 21" NB, 5° 43' 22" OL | 0296/43  | Kloostergebouw (oorspr. van Franciscanessen) "De Tienakker" |
| Kloostergebouw (oorspr. van Franciscanessen) "De Tienakker" | 1854 - 1882                     |                                                  | Tienakker 47             | 51° 48' 21" NB, 5° 43' 22" OL | 0296/44  | Kloostergebouw (oorspr. van Franciscanessen) "De Tienakker" |
| Voorm. Boerderij                                            | 1882                            |                                                  | Tienakker 48             | 51° 48' 21" NB, 5° 43' 21" OL | 0296/45  | Voorm. Boerderij                                            |
| Voorm. Boerderij                                            | 1882                            |                                                  | Tienakker 49             | 51° 48' 21" NB, 5° 43' 21" OL | 0296/46  | Voorm. Boerderij                                            |
| Voorm. Boerderij                                            | 1882                            |                                                  | Tienakker 50             | 51° 48' 21" NB, 5° 43' 21" OL | 0296/47  | Voorm. Boerderij                                            |
| Voorm. Kloostertuinen                                       | 1882                            |                                                  | Tienakker ongenummerd    |                               | 0296/48  | Voorm. Kloostertuinen                                       |
| Gebedsgrot in kloostertuin                                  | eind 19e eeuw                   |                                                  | Tienakker ongenummerd    | 51° 48' 24" NB, 5° 43' 23" OL | 0296/49  | Gebedsgrot in kloostertuin                                  |
| Zusterbegraafplaats en Heilig Hartbeeld                     | eind 19e eeuw                   |                                                  | Tienakker ongenummerd    |                               | 0296/50  | Zusterbegraafplaats en Heilig Hartbeeld                     |
| Villa "Villa Mes"                                           | 1908                            |                                                  | Tunnelweg 5              | 51° 48' 40" NB, 5° 43' 38" OL | 0296/56  | Villa "Villa Mes"                                           |
| Boerderij, waterput, kippenhok en erf "De Klispoel"         | boerderij 18e eeuw, oudere kern |                                                  | Vormersesluisweg 3       | 51° 47' 50" NB, 5° 42' 23" OL | 0296/65  | Boerderij, waterput, kippenhok en erf "De Klispoel"         |
| T-boerderij                                                 | 1869                            |                                                  | Vormerseweg 64           | 51° 47' 48" NB, 5° 43' 19" OL | 0296/2   | T-boerderij                                                 |